# 아이언 빔
아이언 빔((영어) Iron Beam, (히브리어) קֶרֶן בַּרְזֶל)은 이스라엘 방위산업체 라파엘사에서 개발중인 대공 체계 2014년 싱가폴 에어쇼에서 공개, 2015년 이스라엘 방위군에서 운용될 것으로 기대되었다. 이 체계는 아이언 돔 체계가 효과적으로 차단하기 어려울 정도의 작은 근거리 로켓, 대포, 박격포 등을 파괴하도록 설계되었다. 또한, 이 체계는 무인 항공기를 요격한다. 아이언 빔은 고에너지 레이저 빔을 사용하여 7km 까지의 적 목표를 파괴하게 된다. 아이언 빔은 애로우 2, 애로우 3, 데이비드 슬링(다윗의 돌팔매), 아이언 돔에 더하여 제5의 층이 된다. 그러나, 아이언 빔은 다른 미사일 방어 시스템과 네트워크 연동이 되지 않는, 스탠드얼론 시스템이다.
아이언 빔은 광섬유 레이저로 발사 4~5초 안에 공중의 목표를 파괴한다. 독립 체계로 운용되건 대공 체계의 일부로 외부 신호로 운용되건, 위험 물체는 공격을 위해 감시 체계에 포착되어 차량에서 추적된다. 기존의 요격 미사일에 비해 지향성에너지 무기가 지니는 주요 장점은, 발사에 드는 비용이 적고, 탄창이 제한되지 않으며, 적은 운용 비용에 적은 인력이 소요된다는 것이다. 체계 자체는 미사일보다 값이 싸지 않더라도, 수용주기 비용이 낮다.
2014년 2월까지, 아이언 빔 체계는 100회의 테스트에서 성공적으로 박격포와 대포 포탄을 겨냥했고, 소형 UAV(무인항공기)를 공격, 파괴했다. 당시의 출력 수준은 수십 kW 이었고, 수백 kW 로 올릴 계획이었다. 당시까지 아이언 빔은 주로 이스라엘 국방부의 자금 지원을 받아 왔다. 라파엘사는 이 체계의 작전 범위를 늘리고 원형을 개선시키기 위해 다른 회사들과의 협력을 모색했고, 자금이 충분하다면 아이언 빔은 2~3년 내에 운용이 가능할 것으로 전망되었다.
이스라엘 방위군은 2015년 아이언 빔을 세계 최초의 레이저 대공 체계로 운용할 계획이 있었다. 아이언 빔은 5년째 개발중이었고, 라파엘사에서 생산되며, MoD의 자금 지원을 받았다. 아이언 빔 포대는 이동식으로, 방공 레이다, 지휘통제(C2) 장치, 2기의 HEL 시스템으로 구성되어 있다.
라파엘사는 2015년 서울 ADEX에서 폭발이 크지 않아 부수적인 피해를 줄일 수 있는 장점을 들어 북한의 소형 무인기에 대응한 요격 수단으로 아이언 돔을 제시하여 수도방위사령부의 관심을 끌었다고 보도되었다.
레이저는 동전 크기의 목표물을 2 km 거리에서 파괴할 수 있다. 정확한 레이저 출력을 밝히지는 않았지만, 수십 kw이며, 앞으로 수백 kw를 개발할 것이라고 한다. 2013년 9월 미국 USS 폰스 (LPD-15) 상륙함에 장착한 AN/SEQ-3 Laser Weapon System의 레이저 출력은 33 kW, 유효사거리는 1.6km다. 이를 단순비교하여 계산하면 아이언 빔의 레이저 출력은 41.25 kw, 유효사거리는 2 km라고 추정할 수 있다.

## 같이 보기
- 레이저 무기 시스템
- 레이저 대공무기